# Theodor Laurezzari
Theodor Alphons Laurezzari (Amburgo, 18 maggio 1880 – ...) è stato un canottiere tedesco.
Partecipò ai Giochi della II Olimpiade che si svolsero a Parigi nel 1900. Con la sua squadra, il Germania Ruder Club, prese parte alla gara di otto, dove giunse quarto.